# Parafia św. Anny w Jakubowicach
Parafia pw. św. Anny w Jakubowicach – parafia rzymskokatolicka znajdująca się w Jakubowicach. Należy do dekanatu Branice diecezji opolskiej. Parafię obsługuje proboszcz parafii św. Anny w Wiechowicach.

## Historia parafii
Jakubowice należały pierwotnie do parafii w Nasiedlu w diecezji ołomunieckiej. W roku 1690 wybudowano drewnianą kaplicę, zwaną zamkową. W latach 1886–1888 wybudowano kościół w stylu gotyckim. W 1892 powstała własna parafia na obszarze dystryktu kietrzańskiego. Językiem kazań był czeski i niemiecki. Od 1945 w Polsce. W 1972 powstała diecezja opolska, co zakończyło okres formalnej przynależności do archidiecezji ołomunieckiej.